# Daichi Hara
Daichi Hara –en japonés, 原大智, Hara Daichi– (Shibuya, 4 de marzo de 1997) es un deportista japonés que compite en esquí acrobático, especialista en la prueba de baches.
Participó en los Juegos Olímpicos de Pyeongchang 2018, obteniendo una medalla de bronce en la prueba de baches. Ganó dos medallas de bronce en el Campeonato Mundial de Esquí Acrobático de 2019.

## Medallero internacional
| Juegos Olímpicos   | Juegos Olímpicos            | Juegos Olímpicos  | Juegos Olímpicos   |
| Año                | Lugar                       | Medalla           | Competición        |
| ------------------ | --------------------------- | ----------------- | ------------------ |
| 2018               | Pyeongchang (Corea del Sur) | Medalla de bronce | Baches             |
| Campeonato Mundial |                             |                   |                    |
| Año                | Lugar                       | Medalla           | Competición        |
| 2019               | Park City (Estados Unidos)  | Medalla de bronce | Baches             |
| 2019               | Park City (Estados Unidos)  | Medalla de bronce | Baches en paralelo |